# 랄덴
랄덴(Lalden)은 스위스 발레주 피스프구에 위치한 시정촌이다.

## 역사
랄덴은 1218년에 Laudona로 처음 언급되었다. 1540년에 그것은 랄덴으로 언급되었다.

## 지리
랄덴은 2011년 현재 1.3k㎡의 면적을 가지고 있다. 이 지역 중 40.5%는 농업 목적으로 사용되며, 16.7%는 숲이 우거져 있다. 나머지 토지 중 26.2%는 정착 (건물 또는 도로)이고, 16.7%는 불모지이다.
시정촌은 피스프 근처의 론 계곡의 북쪽 가장자리에 있는 피스프구에 위치하고 있다. 그것은 새로운 건축으로 둘러싸인 오래된 마을로 구성되어 있다.

## 인구통계
2020년 12월 현재, 랄덴은 668명의 인구가 있다. 2008년 현재 인구의 7.7%는 거주 외국인이다. 2000년부터 2010년까지 지난 10년 동안 인구는 -4%의 비율로 변화했다. 그것은 이주로 인해 -2.3%의 비율로 그리고 출생과 사망으로 인해 0%의 비율로 변경되었다.
2000년 현재, 인구 대분인 626명(96.2%)이 독일어를 모국어로 사용하고, 알바니아어는 12명(1.8%)으로 두 번째로 일반적이며, 세르보-크로아티아어는 10명(1.5%)으로 세 번째이다. 프랑스어를 구사하는 사람은 1명이다.
2008년 현재인구는 남성 50.5%, 여성 49.5%였다. 인구는 306 스위스 남성(인구의 46.0%)과 30명(4.5%)의 비스위스계 남성으로 구성되었다. 스위스 여성은 307명(46.2%), 비스위스계 여성은 22명(3.3%)이었다. 지자체의 인구 중 418명(약 64.2%)이 랄덴에서 태어났으며, 2000년에 거기에서 살았다. 같은 주에서 태어난 사람은 168명(25.8%)였으며, 17명(2.6%)은 스위스의 다른 곳에서 태어났으며, 38명(5.8%)는 스위스 외부에서 태어났다.
2000년 현재 어린이와 청소년(0-19세)은 인구의 29.6%를 차지하고 성인(20-64세)은 55.6%, 노인 (64세 이상)은 14.7%를 차지한다.
2000년 현재, 독신이었고, 지자체에서 결혼하지 않은 286명이 있었다. 결혼한 사람은 333명, 미망인은 28명, 이혼한 사람은 4명이었다.
2000년 현재 지자체에는 234개의 개인 가구가 있었으며, 가구당 평균 2.8명이 있었다. 한 사람으로 구성된 60가구와 5명 이상의 28가구가 있었다. 2000년에 총 211개의 아파트 (전체의 92.5%)가 영구적으로 점유되었으며, 15개의 아파트 (6.6%)가 계절적으로 점유되었고, 2개의 아파트 (0.9%)가 비어있었다.
역사적 인구는 다음 도표에 나와 있다:

## 정치
2007년 연방 선거에서 가장 인기 있는 정당은 투표의 78.96%를 얻은 CVP였다. 다음으로 가장 인기있는 세 정당은 SP (9.36%), SVP (7.36%) 및 FDP (1.5%)였다. 연방 선거에서 총 351표가 투표되었고, 유권자 투표율은 68.4%였다.
2009년 국무원 선거에서 총 395표가 투표되었으며, 그중 28 또는 약 7.1%가 무효였다. 유권자 참여율은 80.9%로 주평균 54.67%보다 훨씬 많았다.  2007년 스위스 의회 선거에서 총 349표가 투표되었고, 그중 6표(1.7%)가 무효였다. 유권자 참여율은 69.0%로 주평균 59.88%보다 훨씬 많았다.

## 경제
2010년 기준 랄덴의 실업률은 1.9%였다. 2008년 현재 주요 경제 부문에는 40명이 고용되어 있었고, 이 부문에는 약 20개의 비즈니스가 참여했다. 262명이 중등 부문에 고용되었으며, 이 부문에는 12개의 비즈니스가 있었다. 15명이 3차 부문에 고용되었으며, 이 부문에는 5개의 사업체가 있다. 지자체의 270명의 주민이 어느 정도 고용되어 있었으며, 그중 여성은 노동력의 31.1%를 차지했다.
2008년 풀타임 동등한 일자리의 총수는 277개였다. 주요 부문의 일자리 수는 15개였으며, 모두 농업에 있었다. 2차 부문의 일자리 수는 252개로 그중 201개(79.8%)가 제조업에 종사하고, 51개(20.2%)가 건설에 있었다. 3차 부문의 일자리 수는 10개였다. 삼차 부문에서; 2개(20.0%)는 호텔이나 레스토랑에 있었고 6개(60.0%)는 교육에 종사했다.
2000년 지자체로 통근한 근로자는 137명, 통근하는 근로자는 223명이었다. 지자체는 근로자의 순수출 지자체며, 1명이 전입할 때, 약 1.6 명의 근로자가 시정촌을 떠난다. 랄덴에 들어오는 인력의 약 4.4%가 스위스 이외 지역에서 오고 있다. 노동 인구의 11.5%는 대중교통을 사용하여 일하고, 55.6%는 개인 자동차를 사용했다.

## 교통

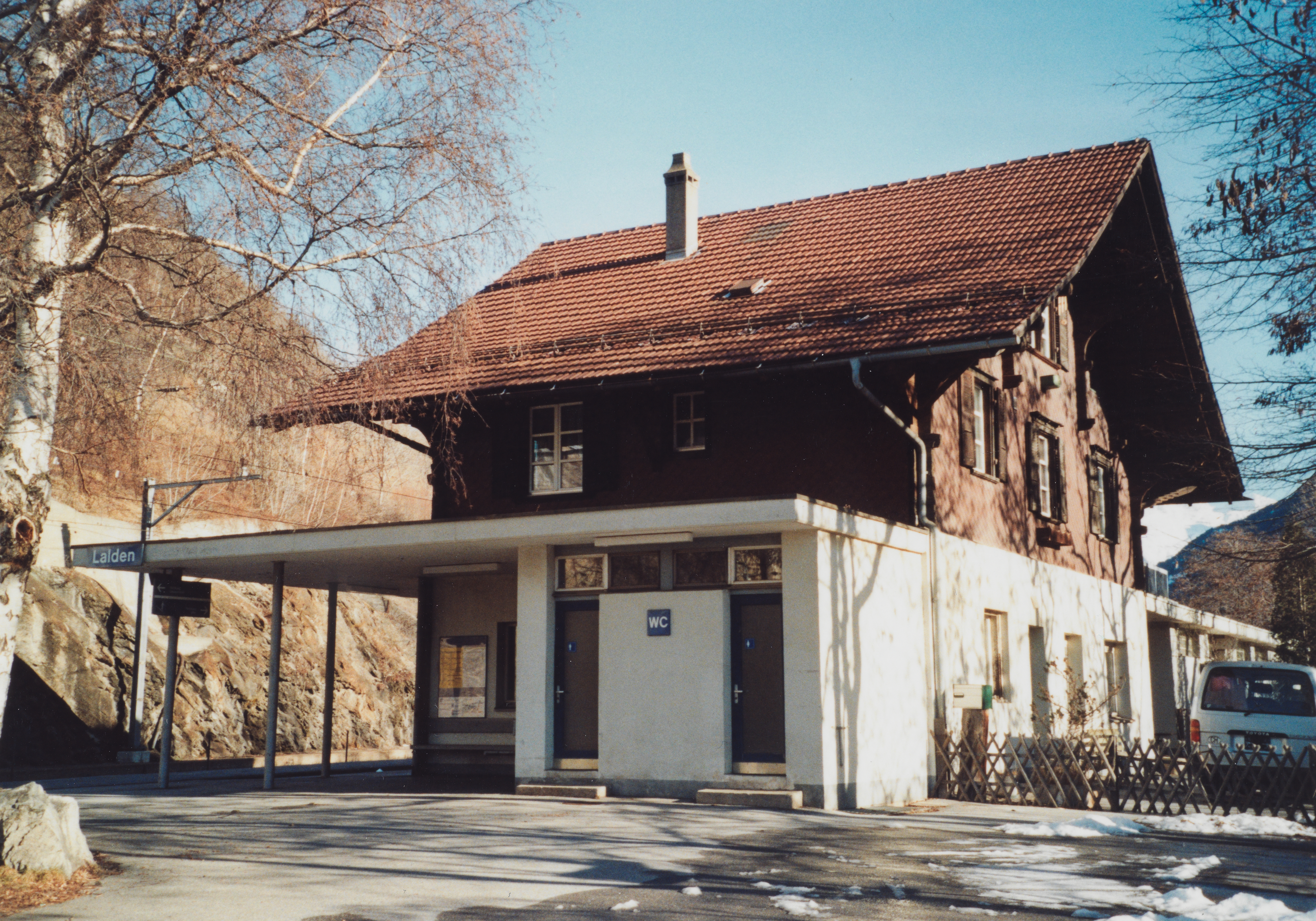
랄덴역

뢰치베르크선의 랄덴역은 랄덴의 마을 중심에서 약 1.5km 떨어져 있으며, 약 150미터 더 높다. 베른, 툰 및 브리크까지 기차로 운행된다. 포스트아우토 버스 서비스는 랄덴 마을을 브리크 및 피스프와 연결한다.

## 종교
2000년 인구 조사에서 599 또는 92.0%는 로마 가톨릭 신자였으며, 11명(1.7%)는 스위스 개혁 교회에 속해 있었다. 나머지 인구 중 정교회 회원 9명(1.38%)이 있었다. 이슬람교인 12명(1.84%)이 있었다. 4명(0.61%)은 교회에 속하지 않았으며, 불가지론자이거나 무신론자이며, 16명 (2.46%)이 질문에 대답하지 않았다.

## 교육
랄덴에서는 인구의 약 246 또는 (37.8%)가 비의무 고등교육을 이수했으며, 40명(6.1%)은 추가 고등교육(대학 또는 응용학문대학)을 수료했다. 고등 교육을 마친 40명 중 70.0%는 스위스 남성이었고, 20.0%는 스위스 여성이었다.
2010-2011학년도 동안 랄덴 학교 시스템에는 총 47명의 학생이 있었다. 발레주의 교육 시스템은 어린이들이 의무적이지 않은 유치원의 일년에 참석할 수 있게 한다.  그 학년도에 유치원 수업 (KG1 또는 KG2)과 유치원생 8명이 있었다. 주의 학교 시스템은 학생들이 초등학교 6년을 다닐 것을 요구한다. 랄덴에는 초등학교에 총 4개의 학급과 47명의 학생이 있었다. 중등학교 프로그램은 3년의 낮은 의무 교육(오리엔테이션 수업)과 3~5년의 선택적인 고급학교로 구성된다. 랄덴의 모든 중등 및 중등 학생들은 이웃 지자체에서 학교에 다닌다.
2000년 현재 랄덴 출신의 61명의 학생들이 시정촌 밖의 학교에 다녔다.